# Iwan Kuriszko
Iwan Kuriszko, ukr. Іван Курішко (ur. 1901, zm. w marcu 1944) – ukraiński chłop, Sprawiedliwy wśród Narodów Świata, ofiara zbrodni ukraińskich nacjonalistów.

## Życiorys
Urodzony w 1901 roku. W czasie II wojny światowej mieszkał wraz z żoną Ulitą i czworgiem dzieci w Karasinie w przedwojennym powiecie sarneńskim województwa wołyńskiego.
Podczas okupacji niemieckiej rodzina Kuriszków udzielała pomocy czteroosobowej żydowskiej rodzinie Bodniuków-Kratzmanów oraz Naftalemu Perelmuterowi, ukrywając ich oraz zapewniając produkty pierwszej potrzeby. Pomoc ta była udzielana wraz z mieszkającą po sąsiedzku rodziną Tyszkoweciów. Żydzi doczekali w ukryciu do zajęcia tych terenów przez Armię Czerwoną w styczniu 1944 roku.
Iwan Kuriszko został zamordowany w marcu 1944 roku przez ukraińskich skrajnych nacjonalistów. Obcięto mu głowę i pokazywano ją mieszkańcom Karasina. Na domu Kuriszki sprawcy umieścili informację, że został on zabity za pomoc udzielaną Żydom.

## Upamiętnienie
W 2005 roku Instytut Jad Waszem uhonorował pośmiertnie Iwana Kuriszkę, a także jego żonę Ulitę oraz rodzinę Tyszkoweciów tytułami Sprawiedliwych wśród Narodów Świata.

## Zobacz także
- Ustyna Tyszkoweć